# Новоільїнка (Хабарський район)
Новоільї́нка (рос. Новоильинка) — село у складі Хабарського району Алтайського краю, Росія. Адміністративний центр Новоільїнської сільської ради.

## Населення
Населення — 1430 осіб (2010; 1751 у 2002).
Національний склад (станом на 2002 рік):
- росіяни — 87 %